# Купа Дейвис
Купа Дейвис (на английски: Davis Cup) е най-значимото отборно състезание по тенис за мъже. То е и най-голямата годишна спортна проява в света, организирана е от Международната Тенис Федерация. Представлява отборен турнир, провеждащ се на различни места по целия свят. Отборите са разделени в една световна група и 12 групи на регионален принцип и се срещат един с друг на принципа на пряката елиминация.
Състезанието за Купа Дейвис за първи път се провежда през 1900 г. като съревнование между националните мъжки отбори по тенис на САЩ и Великобритания. През 2005 г. участие в надпреварата взимат рекорден брой от 134 отбора. Отборът на САЩ е най-успешният до днес със своите 32 спечелени издания и общо 61 изиграни финала. Отборът на Австралия е вторият най-успешен с 28 титли и 47 финала общо.
Женският еквивалент на Купа Дейвис е Фед Къп.

## История
Идеята за турнира се ражда през 1899 г. когато четири члена на тенис клуба на Харвардския университет решават да играят демонстративен мач срещу британски тенисисти. След като идеята е приета от двете тенис асоциации, един от четиримата тенисисти от Харвард – Дуайт Дейвис – изработва форм̀ата на състезанието и финансира със собствени средства изработката на подходящ сребърен трофей. Първият мач между отборите на САЩ и Великобритания се играе през 1900 г. в Бостън, Масачузетс, САЩ. Американският отбор, част от който е и Дуайт Дейвис, побеждава изненадващо и в трите изиграни мача. Следващата година не е проведен турнир. Във второто издание, през 1902, САЩ отново печелят. От 1905 г. схемата на турнира е разширена, като са включени отборите на Белгия, Австрия, Франция и Австралазия – отбор, съставен от тенисисти от Австралия и Нова Зеландия (които се състезават заедно до 1913 г.).
Турнирът е бил известен под името Международно съревнование по тенис на трева. Името му е променено на Купа Дейвис след смъртта на Дуайт Дейвис през 1945 г.
През петдесетте и шейсетте години на XX век доминиращ в турнира е отборът на Австралия, печелейки 15 купи в рамките на 18 години между 1950 и 1967 г.
До изданието на турнира през 1973 г. купата Дейвис е печелена само от отборите на САЩ, Великобритания, Франция и Австралия (Австралазия). Тяхната доминация е прекъсната през 1974 г. когато на финала се класират отборите на ЮАР и Индия. Индийците отказват да играят финалните си мачове в знак на протест срещу политиката на апартейд, поддържана от правителството на ЮАР. Африканският отбор печели служебно титлата.

## Формат
Състезанието за Купа Дейвис се състои от няколко групи, като спечелилите дадена група отбори се изкачват в по-горната група, а заелите най-ниските места изпадат в по-долна група.
На върха на пирамидата е Световната група, в която отборите се състезават по системата на пряката елиминация. В долните групи разделението на отборите става на географски принцип – с наличието на Американска, Евро-африканска и Азиатско-океанска зона. Във всяка от тези зони има по четири групи. В горните две групи отборите играят по системата на пряката елиминация, а в долните две – всеки срещу всеки. Победителите от всяка група печелят промоция в горната група, а класиралите се на последните места „изпадат“ в долната група. Има две изключения от това правило: отборите, играещи в четвърта група на отделните зони не изпадат (тъй като четвърта група е най-ниското ниво на системата), а победителите от първа група на отделните зони не се класират директно в Световната група, а играят плейофи с отборите, отпаднали в първи кръг на Световната група.
Състезанията в отделните групи се провеждат в рамките на четири уикенда всяка година. Всяка среща между два отбора се играе в една от двете съревноваващи се страни. Организаторът на проявата, Международната Тенис Федерация, определя домакините в началото на всяка година.
До 1972 г. състезанието за купата се провежда по подобие на защита на титлата в бокса – настоящият шампион чака своя претендент директно на финала. Всички отбори участват в Световна група до 1923 г., когато отборите са разделени на Американска и Европейска зона. Победителите от двете зони се срещат в т.нар. Интерзонална група, за да определят кой ще бъде претендент на настоящия шампион. През 1955 г. е въведена трета, Източна зона. А през 1966 г. Европейската зона е разделена на две. От 1972 г. е премахнат принципът с претендента и за шампион се коронясва победителят в Интерзоналната група. Настоящият формат със Световна група е въведен през 1981 г.

### Структура
Следната структура е актуалната за изданието на Купа Дейвис през 2007 г.:
| Ниво | Група (и) | Група (и)                                 | Група (и)                              |
| 1    | Световна група 16 държави | Световна група 16 държави                 | Световна група 16 държави              |
|      | Плейофи за Световна група 8 държави загубили срещите си в първи кръг на Световната група + 4 държави от Първа Евро-Африканска Група + 2 държави от Първа Американска Група + 2 държави от Първа Група Азия/Океания |                                           |                                        |
| 2    | Първа Американска Група 6 държави | Първа Евро-Африканска Група 10 държави    | Първа Група Азия/Океания 8 държави     |
| 3    | Втора Американска Група 8 държави | Втора Евро-Африканска Група 16 държави    | Втора Група Азия/Океания 8 държави     |
| 4    | Трета Американска Група 8 държави | Трета Евро-Африканска Група 16 държави    | Трета Група Азия/Океания 8 държави     |
| 5    | Четвърта Американска Група 6 държави | Четвърта Евро-Африканска Група 11 държави | Четвърта Група Азия/Океания 10 държави |

## Финали
| Година | Победител    | Резултат | Финалист       |
| ------ | ------------ | -------- | -------------- |
| 2007   | САЩ          | 4 – 1    | Русия          |
| 2006   | Русия        | 3 – 2    | Аржентина      |
| 2005   | Хърватска    | 3 – 2    | Словакия       |
| 2004   | Испания      | 3 – 2    | САЩ            |
| 2003   | Австралия    | 3 – 1    | Испания        |
| 2002   | Русия        | 3 – 2    | Франция        |
| 2001   | Франция      | 3 – 2    | Австралия      |
| 2000   | Испания      | 3 – 1    | Австралия      |
| 1999   | Австралия    | 3 – 2    | Франция        |
| 1998   | Швеция       | 4 – 1    | Италия         |
| 1997   | Швеция       | 5 – 0    | САЩ            |
| 1996   | Франция      | 3 – 2    | Швеция         |
| 1995   | САЩ          | 3 – 2    | Русия          |
| 1994   | Швеция       | 4 – 1    | Русия          |
| 1993   | Германия     | 4 – 1    | Австралия      |
| 1992   | САЩ          | 3 – 1    | Швейцария      |
| 1991   | Франция      | 3 – 2    | САЩ            |
| 1990   | САЩ          | 3 – 2    | Австралия      |
| 1989   | ФР Германия  | 4 – 1    | Швеция         |
| 1988   | ФР Германия  | 4 – 1    | Швеция         |
| 1987   | Швеция       | 5 – 0    | Индия          |
| 1986   | Австралия    | 3 – 2    | Швеция         |
| 1985   | Швеция       | 3 – 2    | ФРГ            |
| 1984   | Швеция       | 4 – 1    | САЩ            |
| 1983   | Австралия    | 3 – 2    | Швеция         |
| 1982   | САЩ          | 4 – 1    | Франция        |
| 1981   | САЩ          | 3 – 1    | Аржентина      |
| 1980   | Чехословакия | 4 – 1    | Италия         |
| 1979   | САЩ          | 5 – 0    | Италия         |
| 1978   | САЩ          | 4 – 1    | Великобритания |
| 1977   | Австралия    | 3 – 1    | Италия         |
| 1976   | Италия       | 4 – 1    | Чили           |
| 1975   | Швеция       | 3 – 2    | Чехословакия   |
| 1974   | ЮАР          | сл.1     | Индия          |
| 1973   | Австралия    | 5 – 0    | САЩ            |
| 1972   | САЩ          | 3 – 2    | Румъния        |
| 1971   | САЩ          | 3 – 2    | Румъния        |
| 1970   | САЩ          | 5 – 0    | ФРГ            |
| 1969   | САЩ          | 5 – 0    | Румъния        |
| 1968   | САЩ          | 4 – 1    | Австралия      |
| 1967   | Австралия    | 4 – 1    | Испания        |
| 1966   | Австралия    | 4 – 1    | Индия          |
| 1965   | Австралия    | 4 – 1    | Испания        |
| 1964   | Австралия    | 3 – 2    | САЩ            |
| 1963   | САЩ          | 3 – 2    | Австралия      |
| 1962   | Австралия    | 5 – 0    | Мексико        |
| 1961   | Австралия    | 5 – 0    | Италия         |
| 1960   | Австралия    | 4 – 1    | Италия         |
| 1959   | Австралия    | 3 – 2    | САЩ            |
| 1958   | САЩ          | 3 – 2    | Австралия      |
| 1957   | Австралия    | 3 – 2    | САЩ            |

| Година     | Победител                                    | Резултат                                     | Финалист                                     |
| ---------- | -------------------------------------------- | -------------------------------------------- | -------------------------------------------- |
| 1956       | Австралия                                    | 5 – 0                                        | САЩ                                          |
| 1955       | Австралия                                    | 5 – 0                                        | САЩ                                          |
| 1954       | САЩ                                          | 3 – 2                                        | Австралия                                    |
| 1953       | Австралия                                    | 3 – 2                                        | САЩ                                          |
| 1952       | Австралия                                    | 4 – 1                                        | САЩ                                          |
| 1951       | Австралия                                    | 3 – 2                                        | САЩ                                          |
| 1950       | Австралия                                    | 4 – 1                                        | САЩ                                          |
| 1949       | САЩ                                          | 4 – 1                                        | Австралия                                    |
| 1948       | САЩ                                          | 5 – 0                                        | Австралия                                    |
| 1947       | САЩ                                          | 4 – 1                                        | Австралия                                    |
| 1946       | САЩ                                          | 5 – 0                                        | Австралия                                    |
| 1945- 1940 | не се провежда заради Втората световна война | не се провежда заради Втората световна война | не се провежда заради Втората световна война |
| 1939       | Австралия                                    | 3 – 2                                        | САЩ                                          |
| 1938       | САЩ                                          | 3 – 2                                        | Австралия                                    |
| 1937       | САЩ                                          | 4 – 1                                        | Великобритания                               |
| 1936       | Великобритания                               | 3 – 2                                        | Австралия                                    |
| 1935       | Великобритания                               | 5 – 0                                        | САЩ                                          |
| 1934       | Великобритания                               | 4 – 1                                        | САЩ                                          |
| 1933       | Великобритания                               | 3 – 2                                        | Франция                                      |
| 1932       | Франция                                      | 3 – 2                                        | САЩ                                          |
| 1931       | Франция                                      | 3 – 2                                        | Великобритания                               |
| 1930       | Франция                                      | 4 – 1                                        | САЩ                                          |
| 1929       | Франция                                      | 3 – 2                                        | САЩ                                          |
| 1928       | Франция                                      | 4 – 1                                        | САЩ                                          |
| 1927       | Франция                                      | 3 – 2                                        | САЩ                                          |
| 1926       | САЩ                                          | 4 – 1                                        | Франция                                      |
| 1925       | САЩ                                          | 5 – 0                                        | Франция                                      |
| 1924       | САЩ                                          | 5 – 0                                        | Австралия                                    |
| 1923       | САЩ                                          | 4 – 1                                        | Австралия                                    |
| 1922       | САЩ                                          | 4 – 1                                        | Австралия                                    |
| 1921       | САЩ                                          | 5 – 0                                        | Япония                                       |
| 1920       | САЩ                                          | 5 – 0                                        | Австралия                                    |
| 1919       | Австралия                                    | 4 – 1                                        | Великобритания                               |
| 1918- 1915 | не се провежда заради Първата световна война | не се провежда заради Първата световна война | не се провежда заради Първата световна война |
| 1914       | Австралия                                    | 3 – 2                                        | САЩ                                          |
| 1913       | САЩ                                          | 3 – 2                                        | Великобритания                               |
| 1912       | Британски острови                            | 3 – 2                                        | Австралазия                                  |
| 1911       | Австралазия                                  | 4 – 0                                        | САЩ                                          |
| 1910       | не се провежда                               | не се провежда                               | не се провежда                               |
| 1909       | Австралазия                                  | 5 – 0                                        | САЩ                                          |
| 1908       | Австралазия                                  | 3 – 2                                        | САЩ                                          |
| 1907       | Австралазия                                  | 3 – 2                                        | Британски острови                            |
| 1906       | Британски острови                            | 5 – 0                                        | САЩ                                          |
| 1905       | Британски острови                            | 5 – 0                                        | САЩ                                          |
| 1904       | Британски острови                            | 5 – 0                                        | Белгия                                       |
| 1903       | Британски острови                            | 4 – 1                                        | САЩ                                          |
| 1902       | САЩ                                          | 3 – 2                                        | Британски острови                            |
| 1901       | не се провежда                               | не се провежда                               | не се провежда                               |
| 1900       | САЩ                                          | 3 – 0                                        | Британски острови                            |

1. Отборът на Индия се отказва да играе финалните си мачове срещу ЮАР в знак на протест прещу политиката на апартейд, поддържана от правителството на африканската страна. Присъдена е служебна титла.

## Рекорди

### Отборни
- Класиране по брой Купи:
  - САЩ – 32 (от 61 финала)
  - Австралия – 28 (от 47 финала)
  - Великобритания – 9 (от 17 финала)
  - Франция – 9 (от 15 финала)
  - Швеция – 7 (от 12 финала)
  - Германия – 3 (от 5 финала)
  - Испания – 2
  - Русия – 2
  - Италия – 1
  - Чехословакия – 1
  - ЮАР – 1
  - Хърватска – 1
- Най-много последователни титли:

САЩ – 7 (1920 – 1926)
- Най-много последователни участия във финал:

Австралия – 25 (1938 – 1968)

### Индивидуални
- Най-млад тенисист: Мохамед-Ахтар Хосаин, Бангладеш – 13 години и 326 дни
- Най-възрастен тенисист: Яка-Гаронфин Коптиган, Того – 59 години и 147 дни
- Най-много изиграни мачове: Никола Петранджели, Италия – 146
- Най-много изиграни срещи: Никола Петранджели, Италия – 68
- Най-много спечелени мачове: Никола Петранджели, Италия – 120 (78 на сингъл и 42 на двойки)